# 訃報 1978年5月
訃報 1978年5月（ふほう 1978ねん5がつ）では、1978年（昭和53年）5月中に物故した、又は物故が報じられた人物についてまとめる。

## （1日 - 15日）

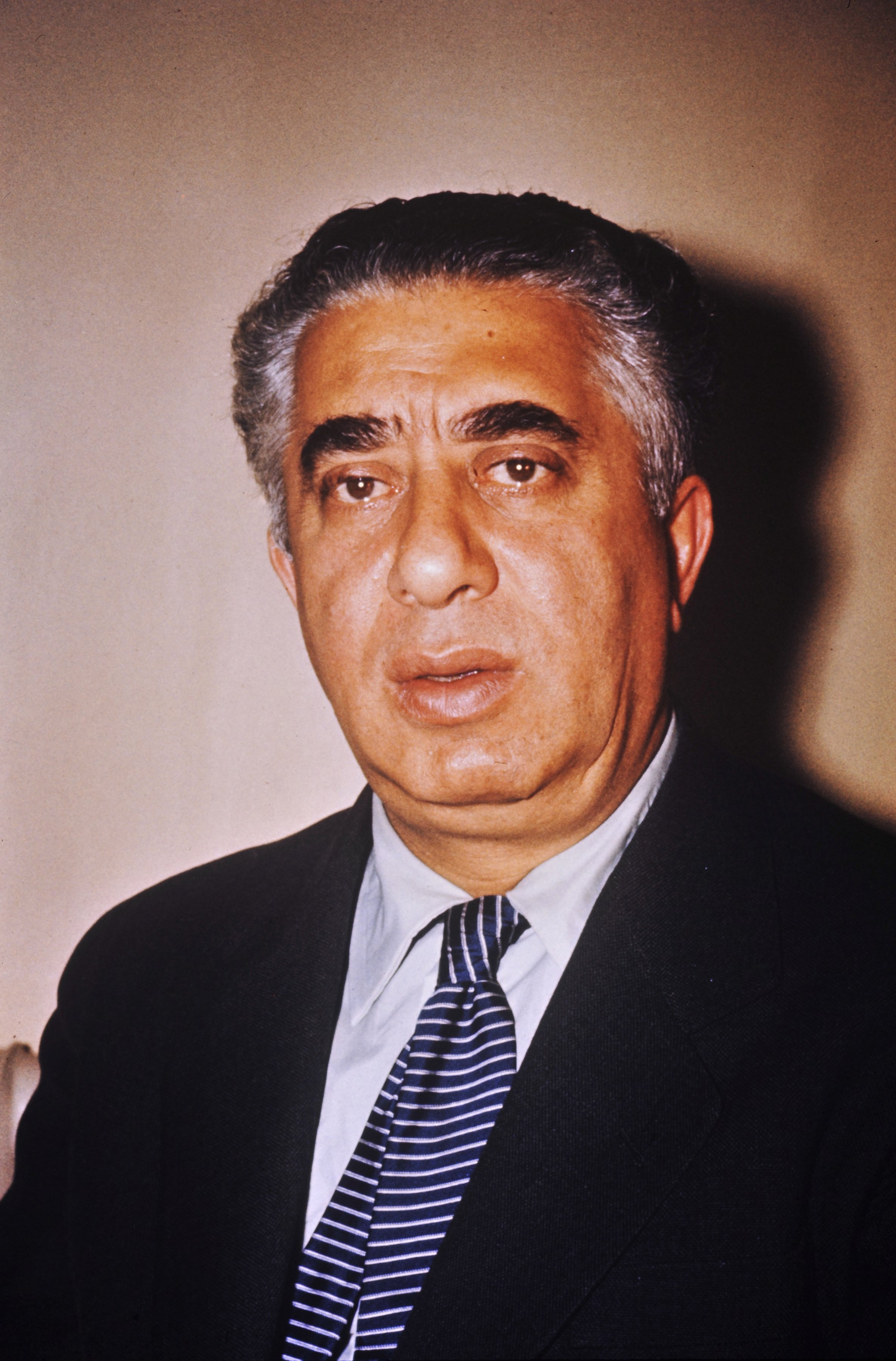
アラム・ハチャトゥリアン／5月1日没

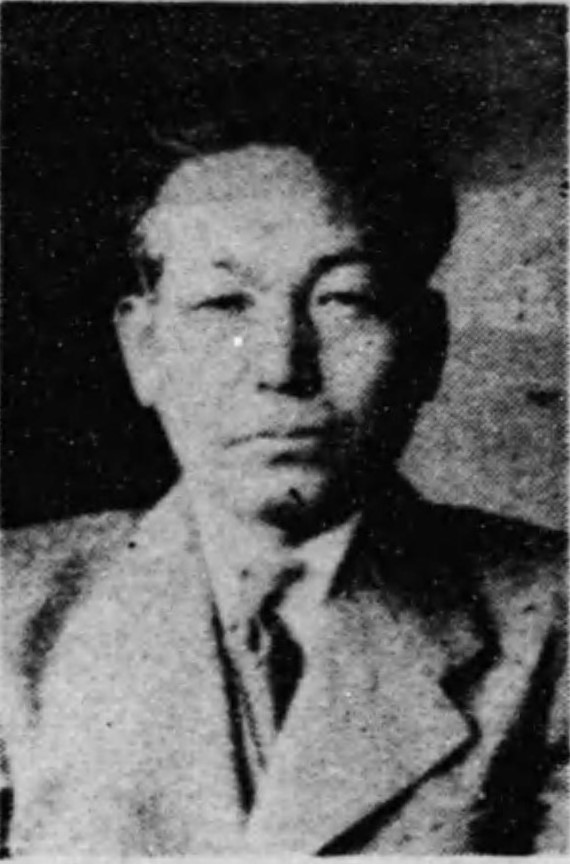
中原健次／5月6日没

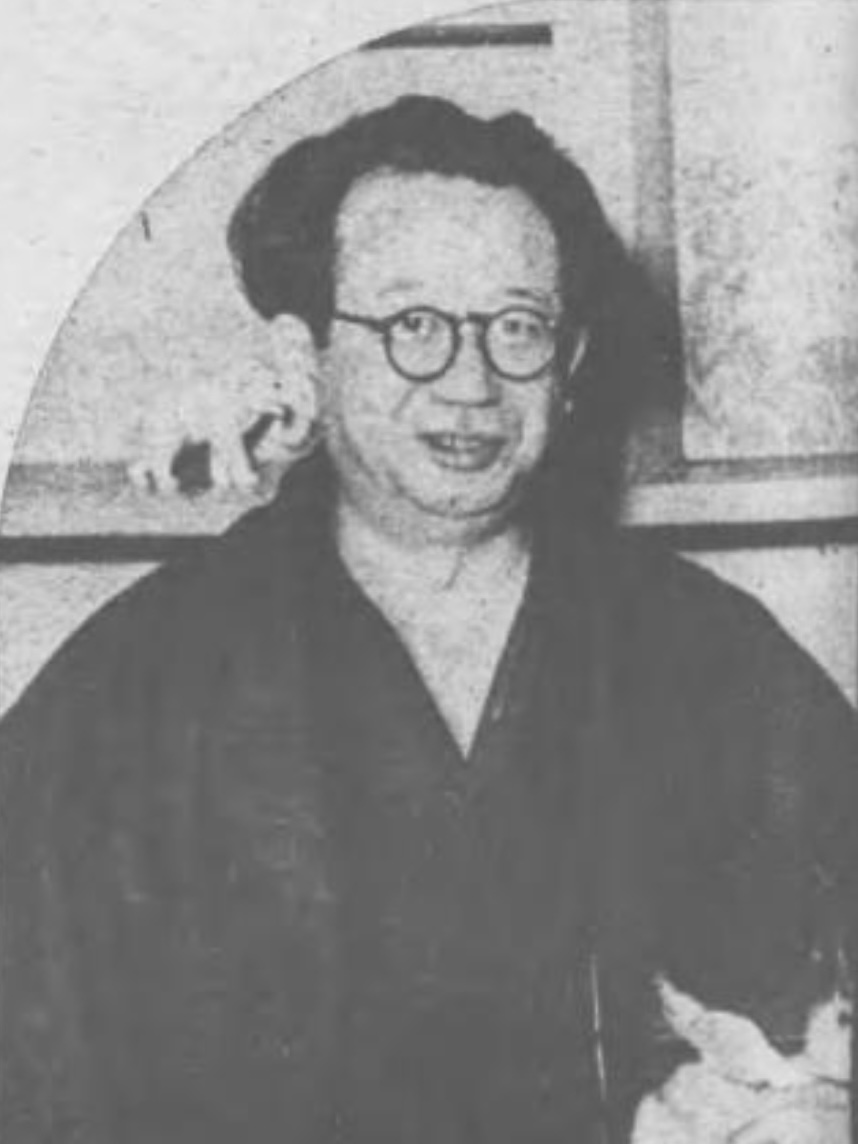
今井達夫／5月6日没

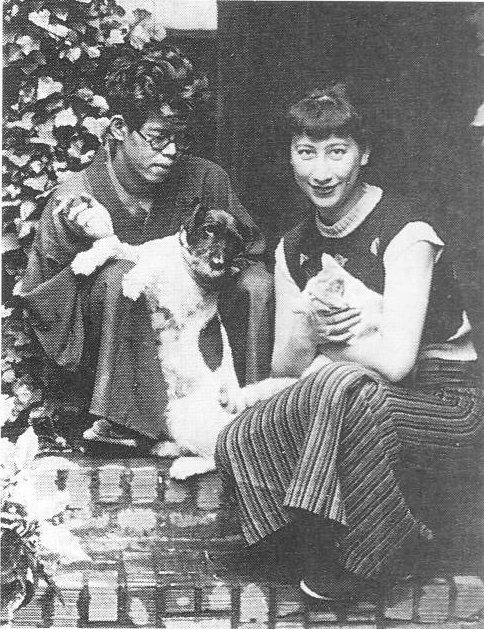
佐藤敬（左）／5月6日没

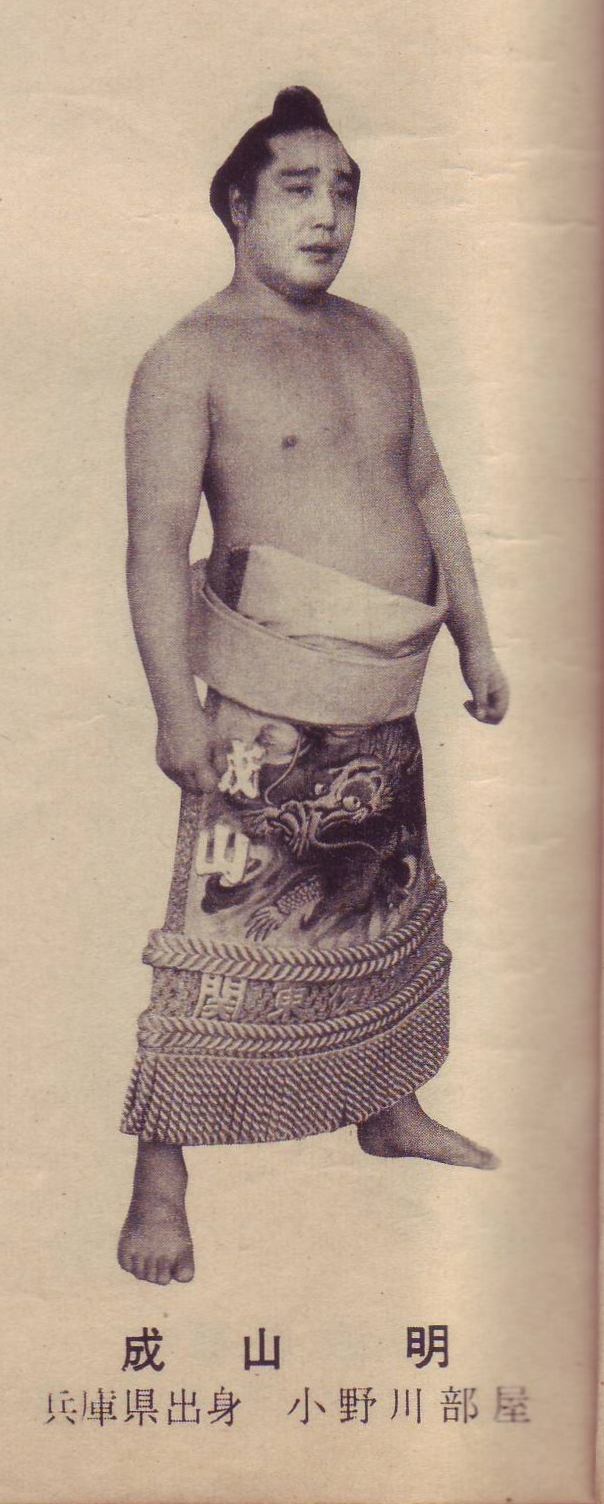
成山明／5月8日没

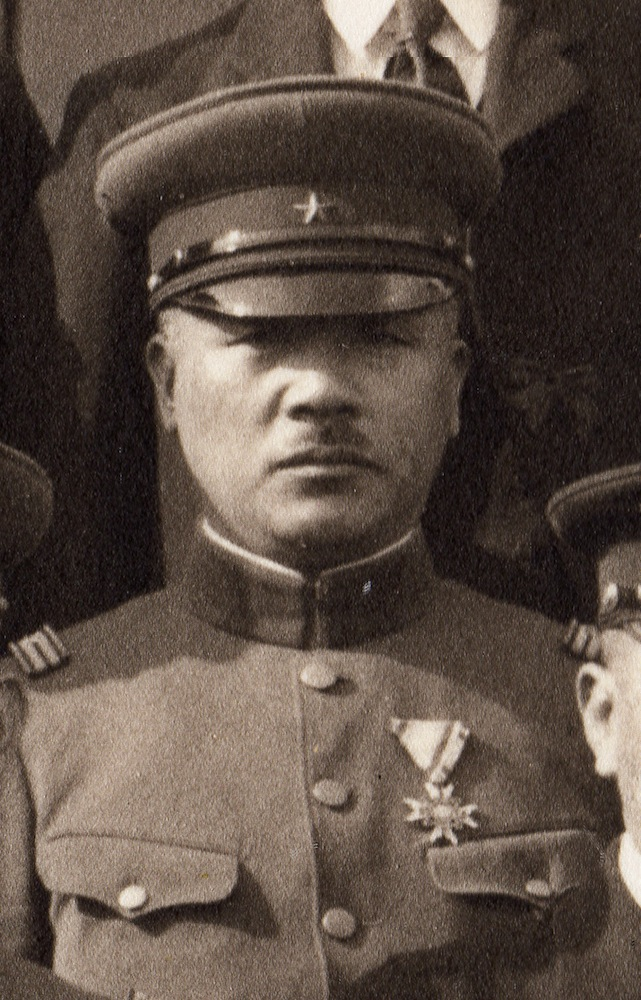
山本茂一郎／5月13日没

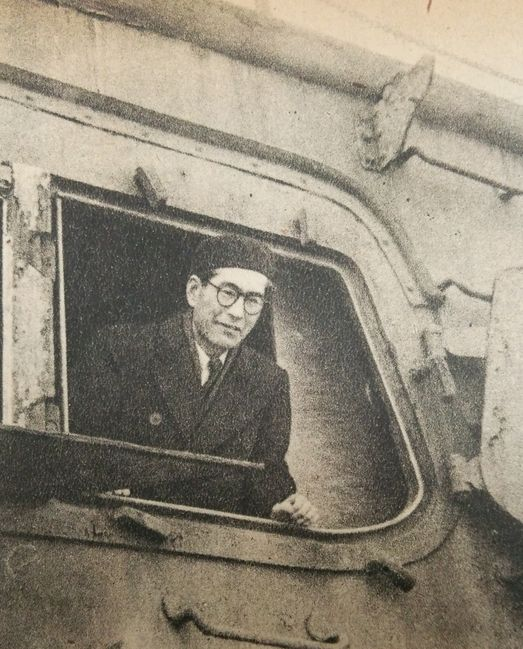
新田潤／5月14日没

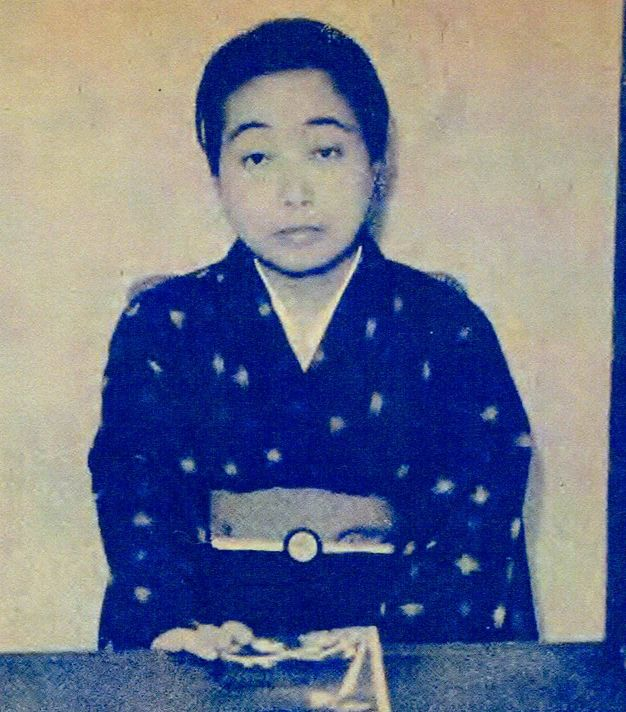
網野菊／5月15日没

- 5月1日 - アラム・ハチャトゥリアン、作曲家（* 1903年）
- 5月2日 - 前田一、経営者（* 1895年）
- 5月6日 - 中原健次、労働運動家・政治家（* 1896年）
- 5月6日 - 今井達夫、小説家（* 1904年）
- 5月6日 - 野村万蔵 (6世)、狂言方能楽師（* 1898年）
- 5月8日 - 佐藤敬、洋画家・新制作協会の創立メンバー（* 1906年）
- 5月8日 - 成山明、元大相撲力士、割烹経営者（* 1931年）
- 5月10日 - 鈴木芳太郎、プロ野球選手（* 1913年）
- 5月12日 - 井嶋勉、美学者・京都大学名誉教授（* 1908年）
- 5月13日 - 山本茂一郎、陸軍軍人・政治家（* 1898年）
- 5月14日 - 新田潤、小説家（* 1904年）
- 5月15日 - 網野菊、女流作家（* 1900年）

## （16日 - 31日）

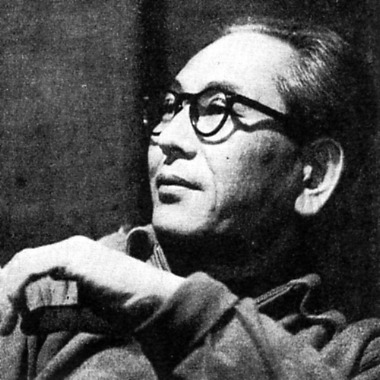
山口文象／5月19日没

岩淵悦太郎／5月19日没

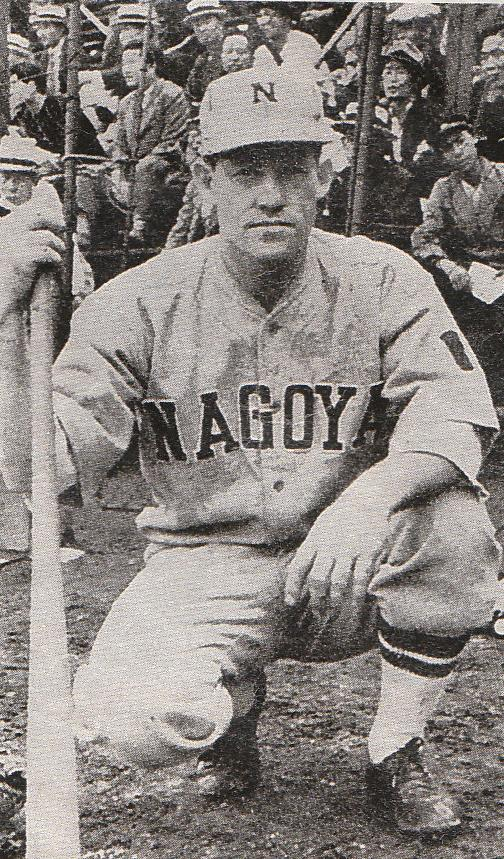
バッキー・ハリス／5月20日没

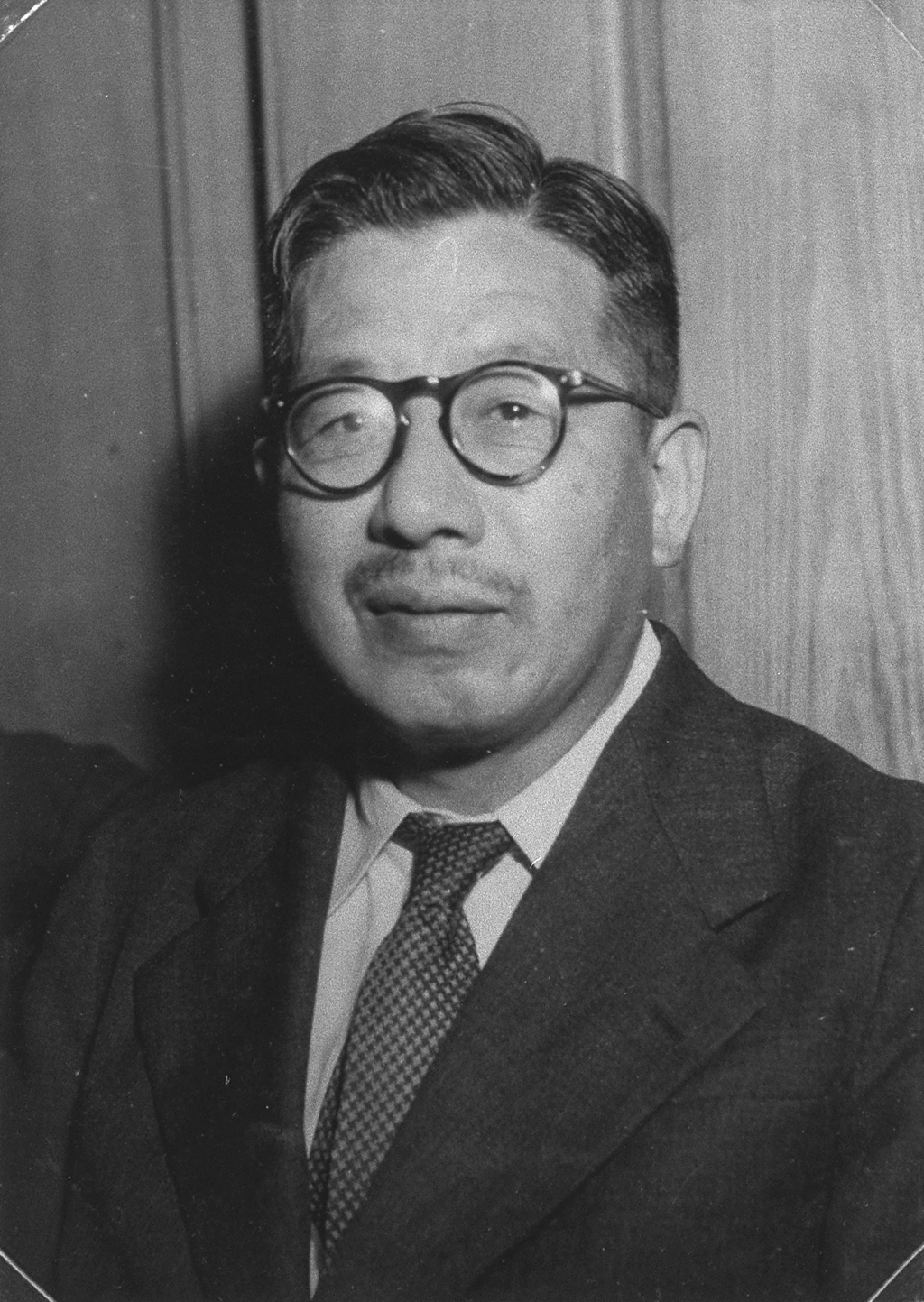
片山哲／5月30日没

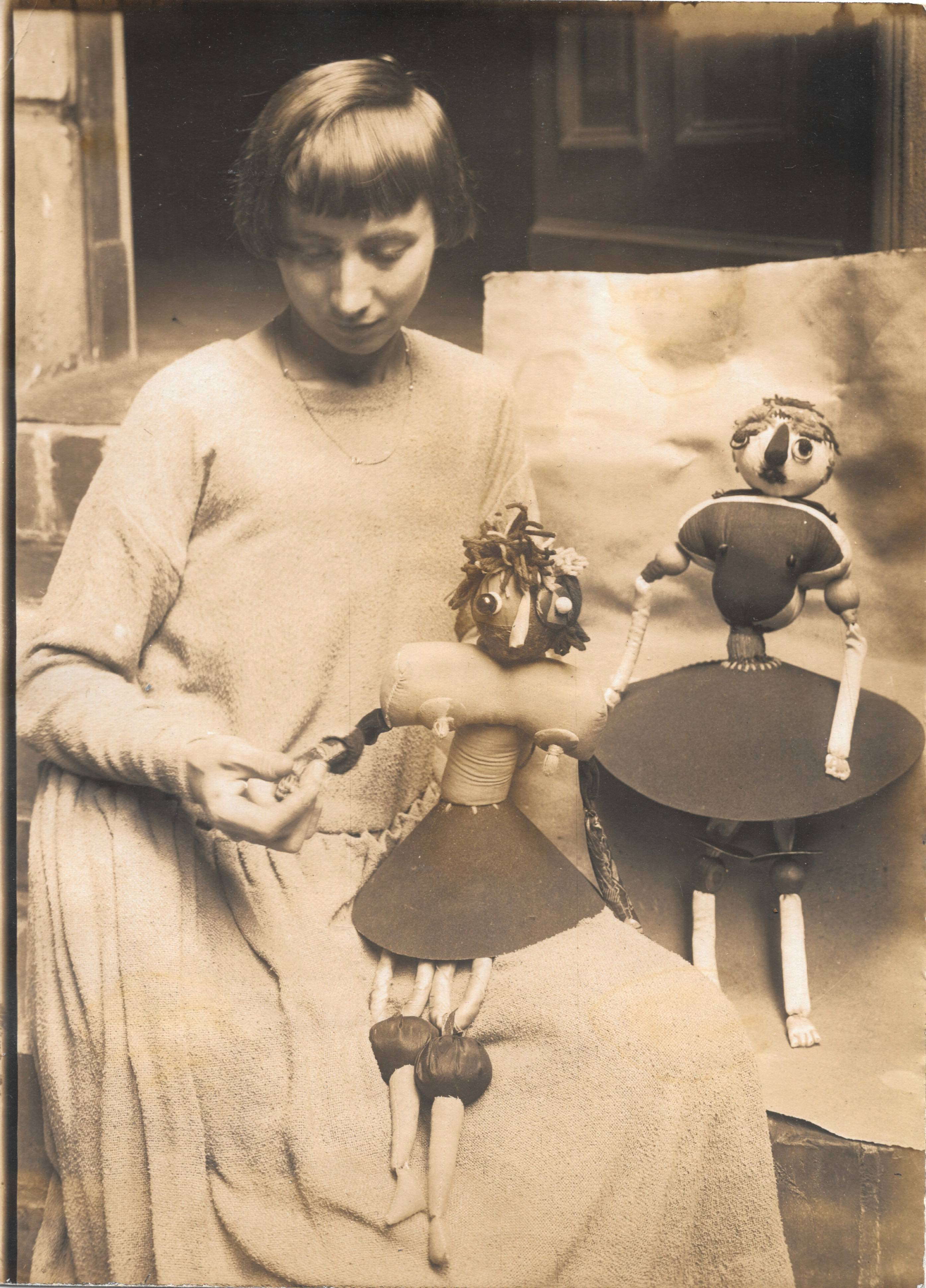
ハンナ・ヘッヒ／5月31日没

- 5月17日 - 渡瀬譲、物理学者（* 1907年）
- 5月19日 - 中山巍、洋画家（* 1893年）
- 5月19日 - 嘉治隆一、政治評論家（* 1896年）
- 5月19日 - 山口文象、建築家・近代日本建築運動のリーダーのひとり（* 1902年）
- 5月19日 - 岩淵悦太郎、国語学者（* 1905年）
- 5月20日 - バッキー・ハリス、プロ野球選手（* 1908年）
- 5月25日 - 吉田留三郎、評論家・上方芸能評論家（* 1906年）
- 5月28日 - 平貞蔵、思想家（* 1894年）
- 5月30日 - 片山哲、第46代内閣総理大臣（* 1887年）
- 5月30日 - 新関八洲太郎、実業家・元三井物産社長・会長（* 1897年）
- 5月30日 - 阿部吉雄、中国哲学者（* 1905年）
- 5月31日 - ハンナ・ヘッヒ、ダダイスト（* 1889年）